# Eurocopter AS332 Super Puma
O Eurocopter AS332 Super Puma, originalmente fabricado pela Aérospatiale, hoje Eurocopter, é um helicóptero médio para o mercado civil e militar. É uma versão maior e remotorizada do original Aérospatiale SA-330 Puma.
O tipo obteve imenso sucesso, pois foi escolhido por mais de 37 forças por todo mundo e mais de 1.000 operadores civis. O Super Puma alcançou grande sucesso no setor offshore, no transporte de equipamento e pessoas para plataformas de petróleo. Existem versões equipadas para os mais diversos usos. Desde a década de 1990 que a variante militar do Super Puma é chamada Cougar. Pode levar de 21 a 25 combatentes, além da tripulação. Pode levar até 4,5 toneladas de carga em gancho externo.

## Versões
- Super Puma AS-332 L1 - helicóptero de transporte civil, possui motores Turbomeca Makila 1 A1.
- Super Puma AS-332 L2 - equipado com motores Turbomeca Makila 1 A2 é uma versão que se beneficiou dos avanços tecnológicos e do aprendizado com a operação das versões anteriores.
- Super Puma AS-332 F1 ou Cougar AS-532 MK1 - aeronave AS-332 L1 navalizada, a F1 pode operar embarcada, dobra a cauda e recolhe as pás do rotor principal para hangaragem.
- Cougar AS-532 MK2 - aeronave AS-332 L2 navalizada.
- Cougar AS-532 UC - versão de fuselagem normal desarmada.
- Cougar AS-532 AC - versão de fuselagem normal armada.
- AS-332 M ou AS-532 UL - versão de fuselagem alongada desarmada.
- Cougar AS-532 AL - versão de fuselagem alongada armada.
- Cougar AS-532 MC - versão naval para Busca e Salvamento.
- Cougar AS-532 SC - versão naval que pode ser equipada para guerra antissuperfície com mísseisAM39 Exocet e guerra antissubmarino com sonar de profundidade variável e torpedos.

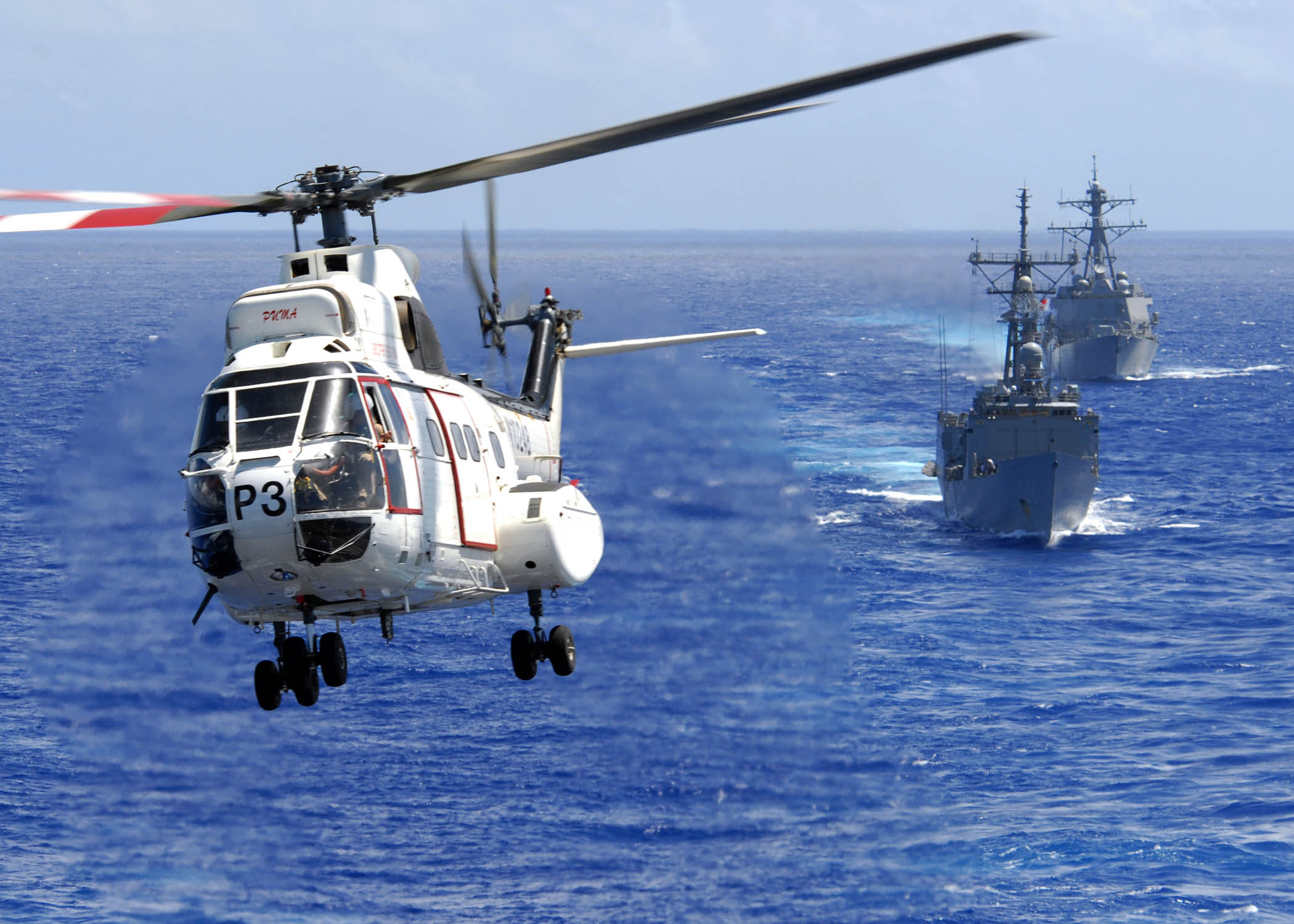
AS332 Super Puma em 2008, da Marinha dos EUA
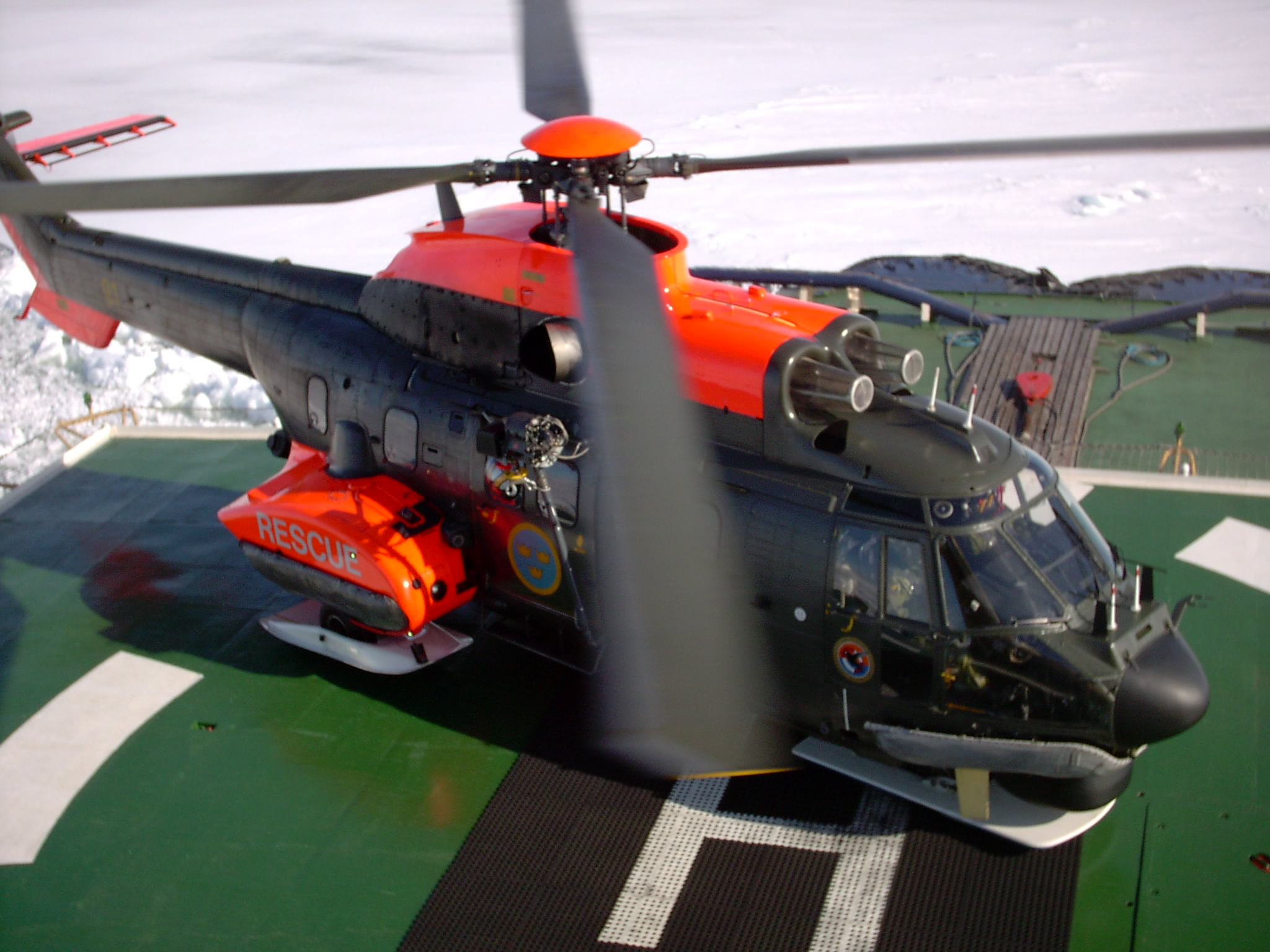
Super Puma sueco de resgate no gelo
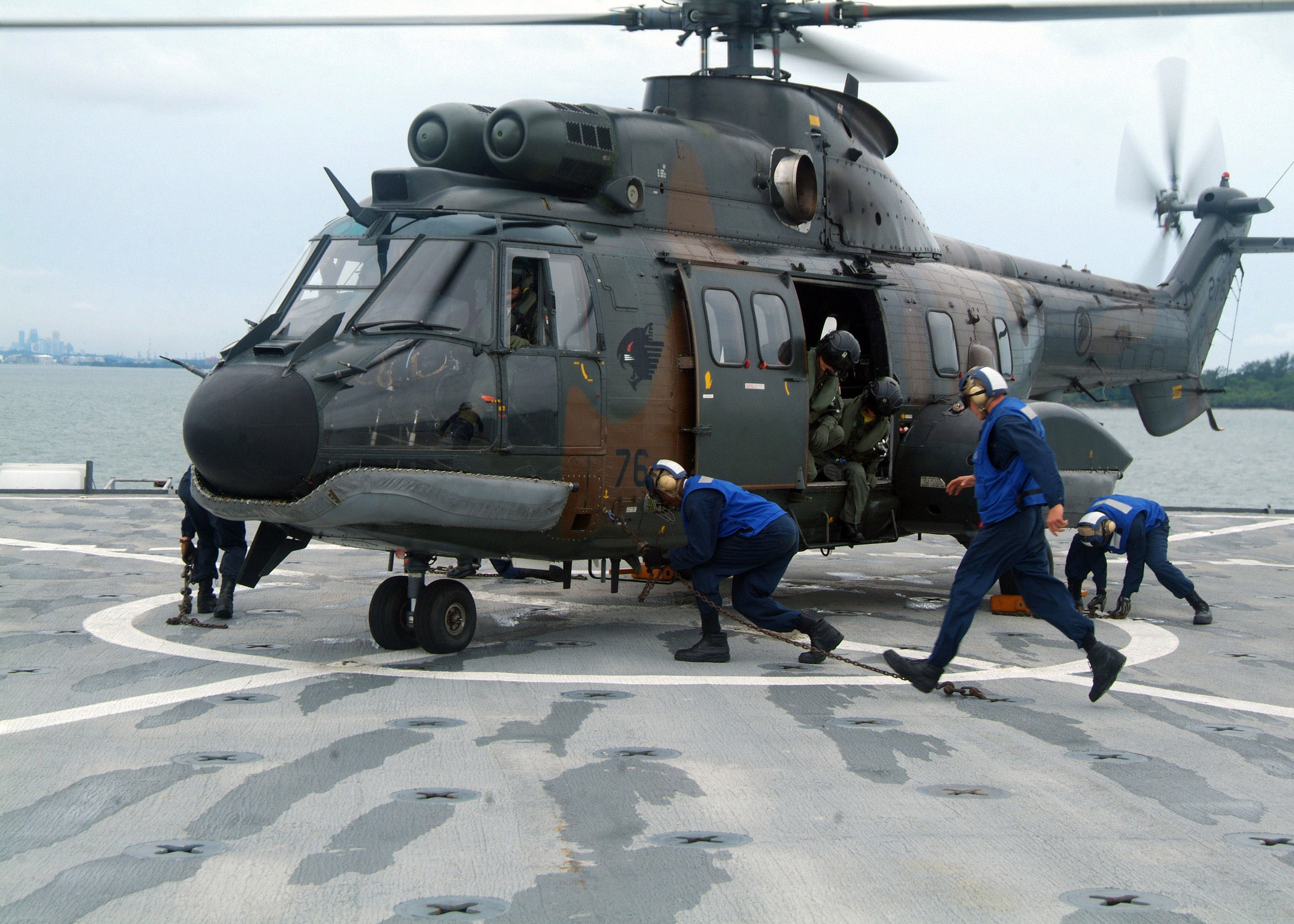
Super Puma da Marinha de Singapura em 2007
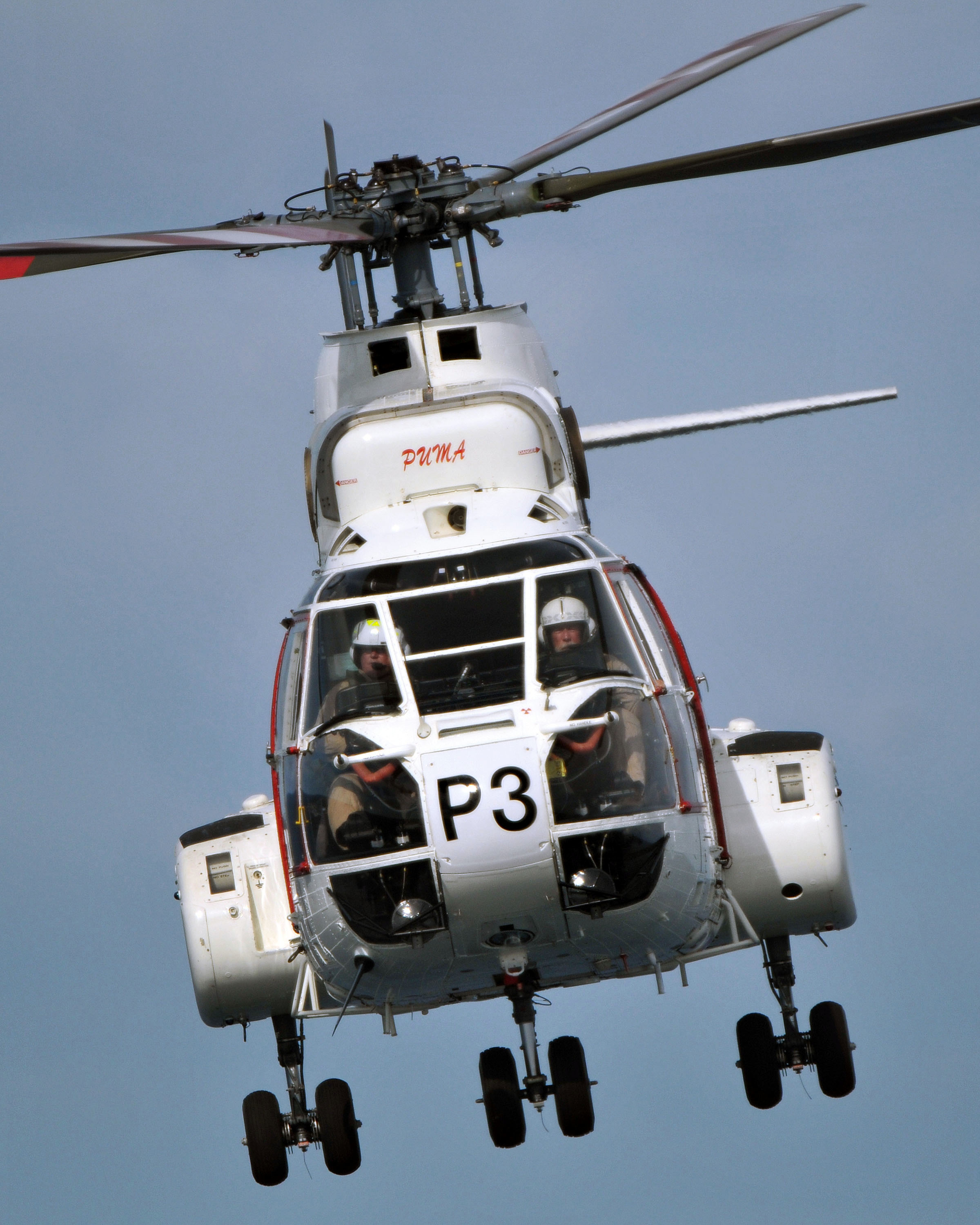
AS332 Super Puma da Marinha dos EUA
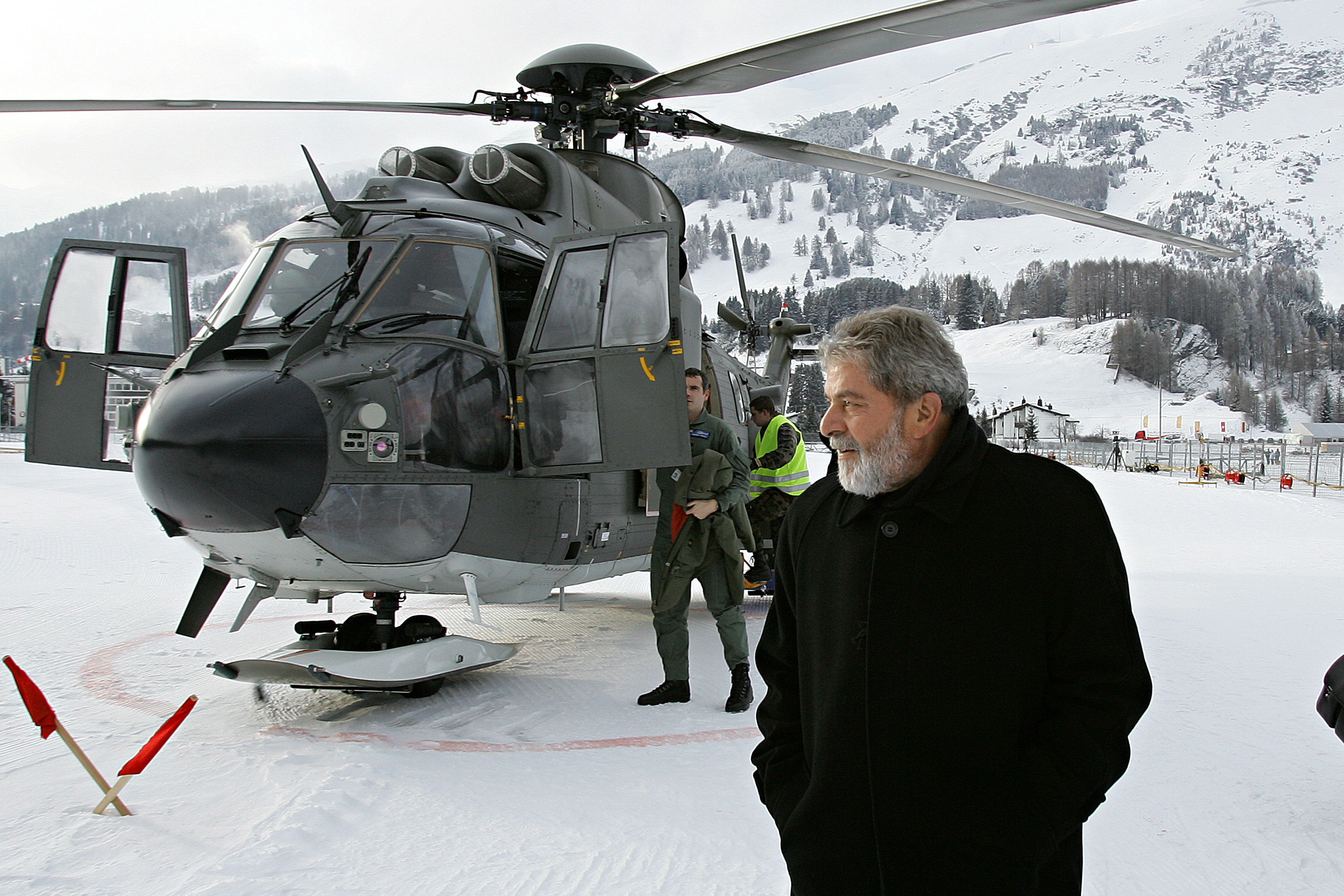
O atual Presidente Lula em Davos, na Suíça, em 2007
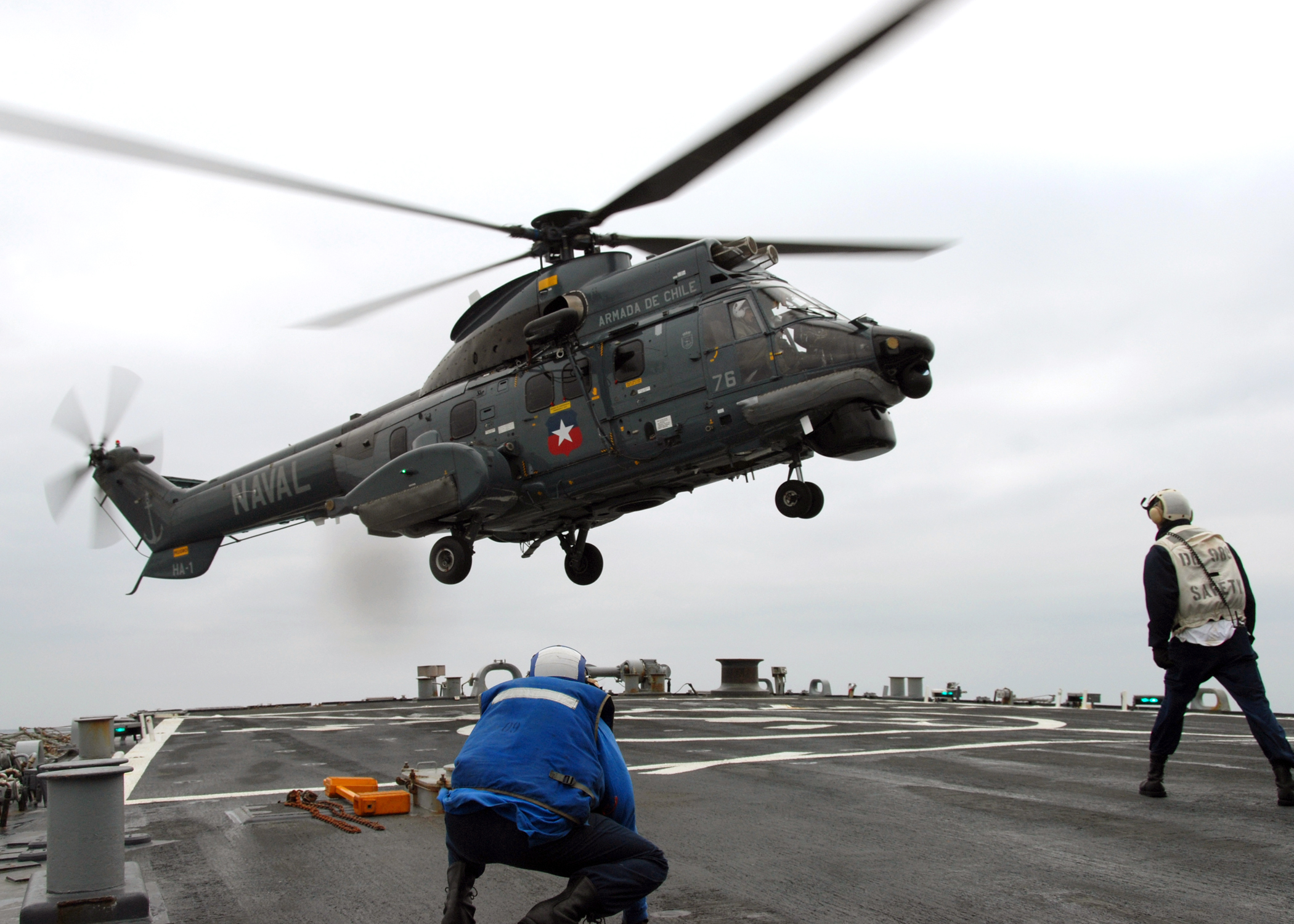
SH-32 Super Puma da Marinha do Chile
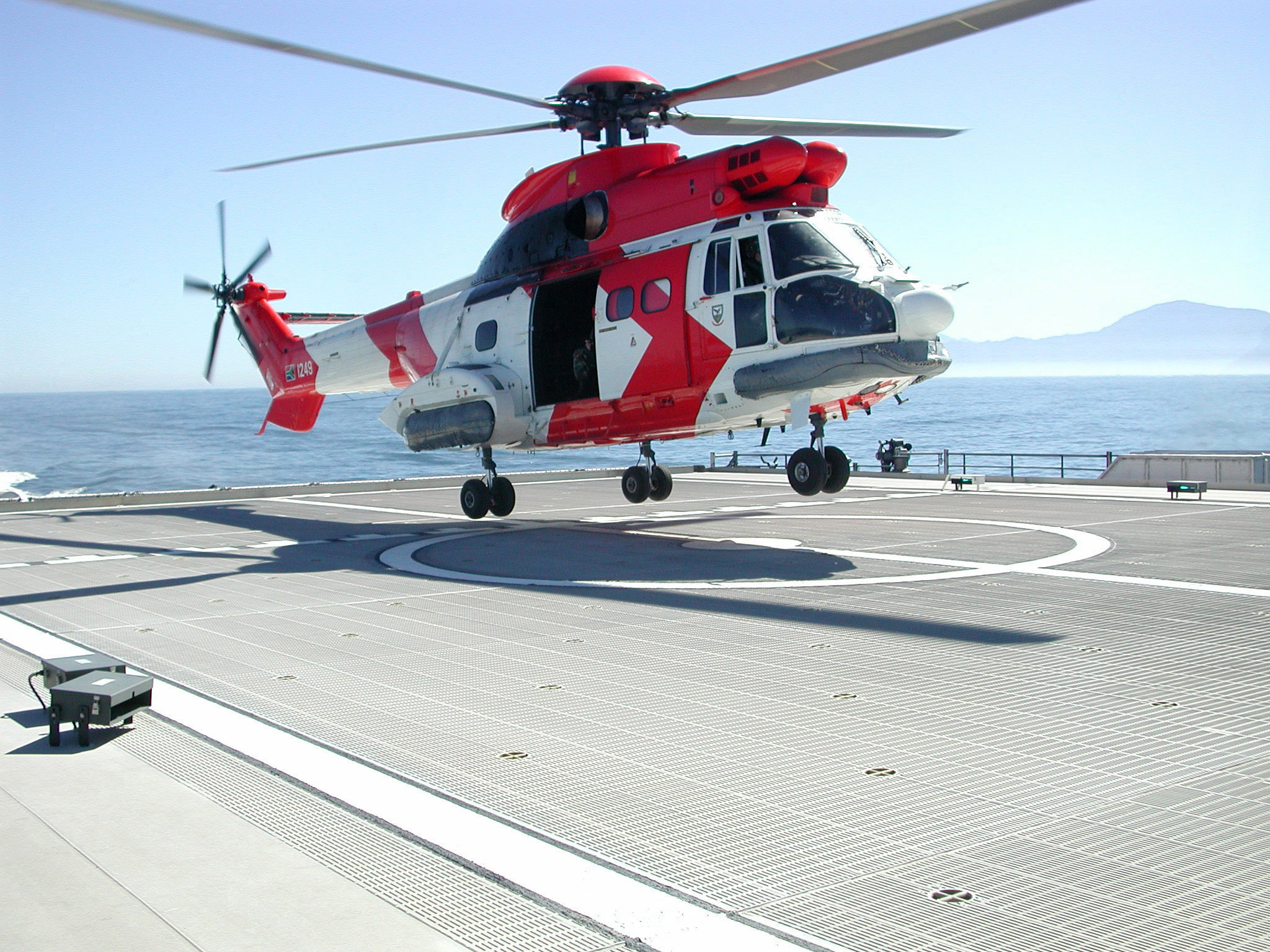
Helicóptero Oryx sul-africano
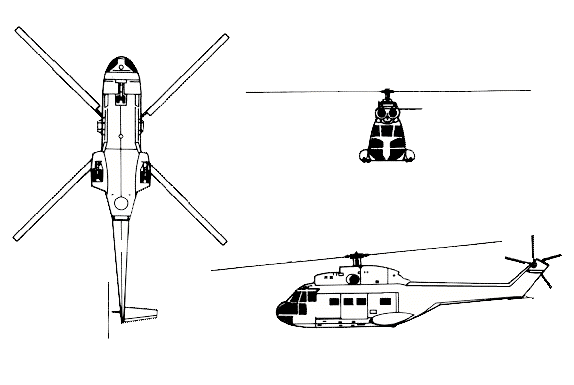
Três vistas do Super Puma

### EC-725
O EC-725 é um helicóptero militar de largo alcance, motorizado com dois Turbomeca Makila 2A, que acomoda 2 tripulantes e até 29 soldados. É a versão militar do civil EC-225.
As melhoras no EC-725 em comparação com modelos anteriores incluem melhoras nas capacidades de combate, um desenho modular dos componenetes mecânicos, o uso de materiais compostos, melhora da aviônica e um sistema de monitorização da aeronave.
O modelo conta com mais de 550 unidades fabricadas e um total de horas de voo acima de 2.300.000. Seu custo unitário é de US$ 50 milhões.
Em março de 2008 o ministro da defesa brasileiro Nelson Jobim anunciou a compra e a fabricação pela Helibras de 50 helicópteros do novo modelo EC-725 Super Cougar/Caracal para as Forças Armadas Brasileiras.
No dia 20 de dezembro de 2010 foram entregues as 3 primeiras unidades, vindas da França. O restante das aeronaves será fabricado até 2016 em uma fábrica da Helibras, subsidiária da Eurocopter, na cidade mineira de Itajubá, detalhou Jobim. O país investirá cerca de R$ 5,1 bilhões na aquisição e fabricação dos helicópteros, que serão utilizados por Exército, Marinha e a Aeronáutica. O Super Cougar EC-725 tem capacidade para dois tripulantes, 29 soldados totalmente equipados e uma carga de 2.268 quilos. A aeronave tem uma autonomia de voo de cinco horas, segundo dados oficiais.
A Força Aérea Francesa usa este modelo na Guerra do Afeganistão, em auxílio às forças de coalizão, principalmente na capital, Cabul.

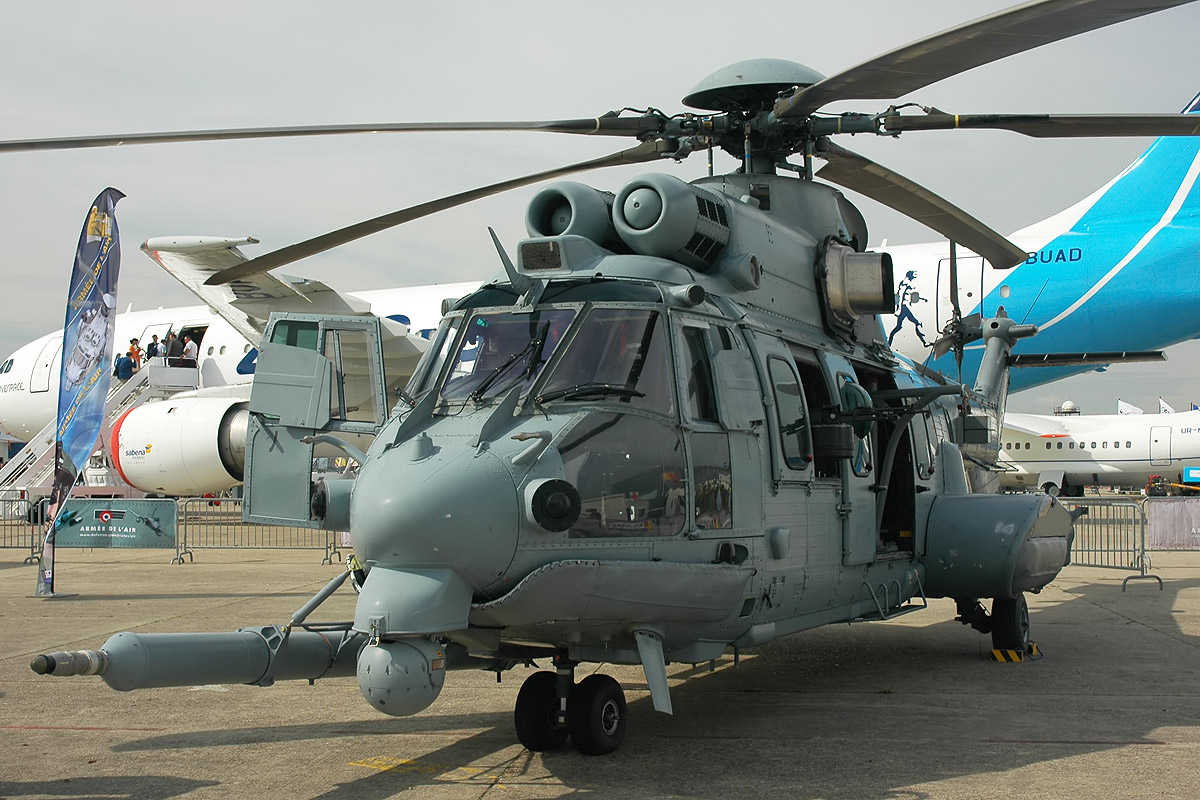
Eurocopter EC-725 Cougar do Força Aérea Francesa
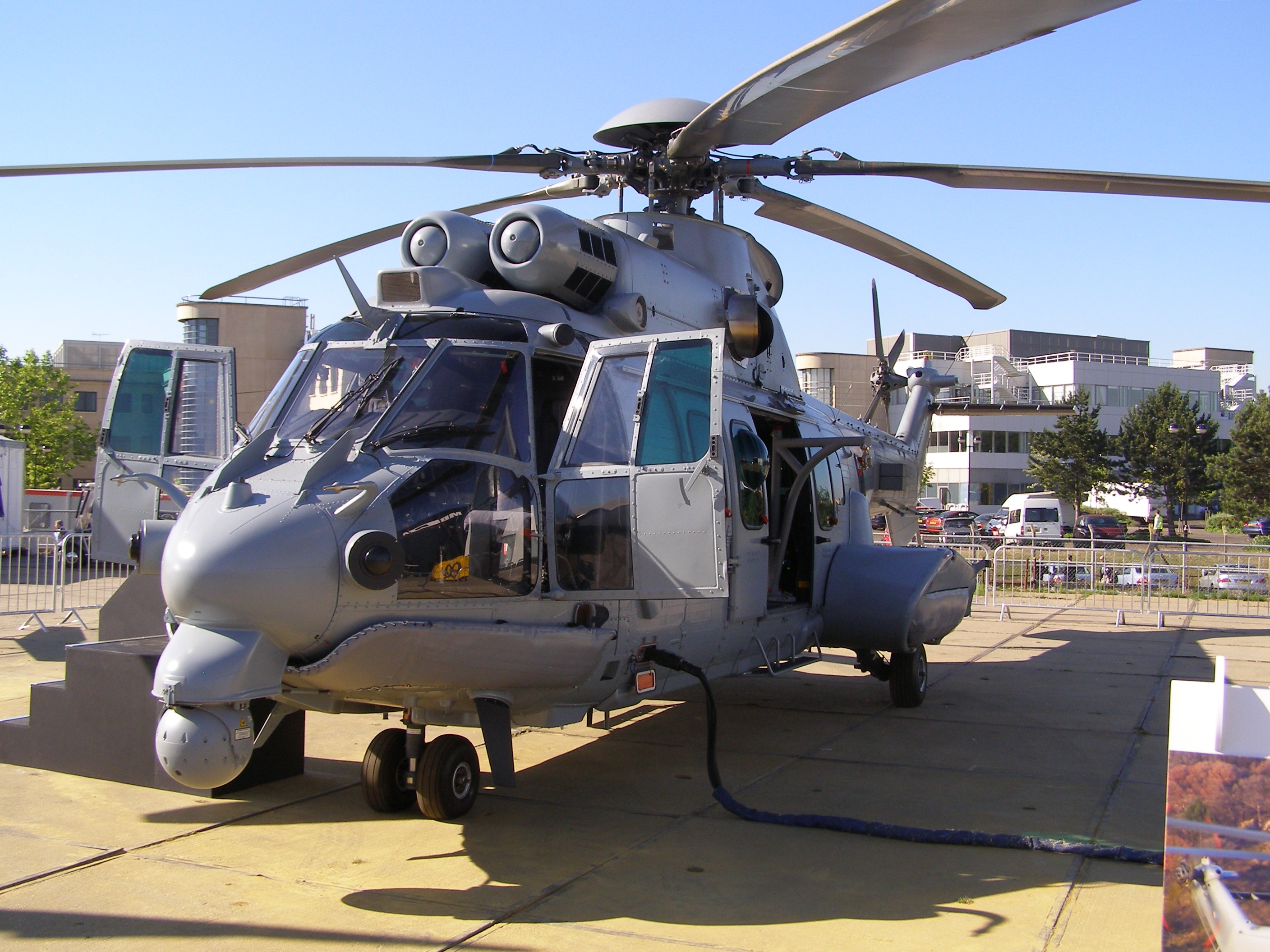
EC-725 do Exército Francês no Farnborough Air Show
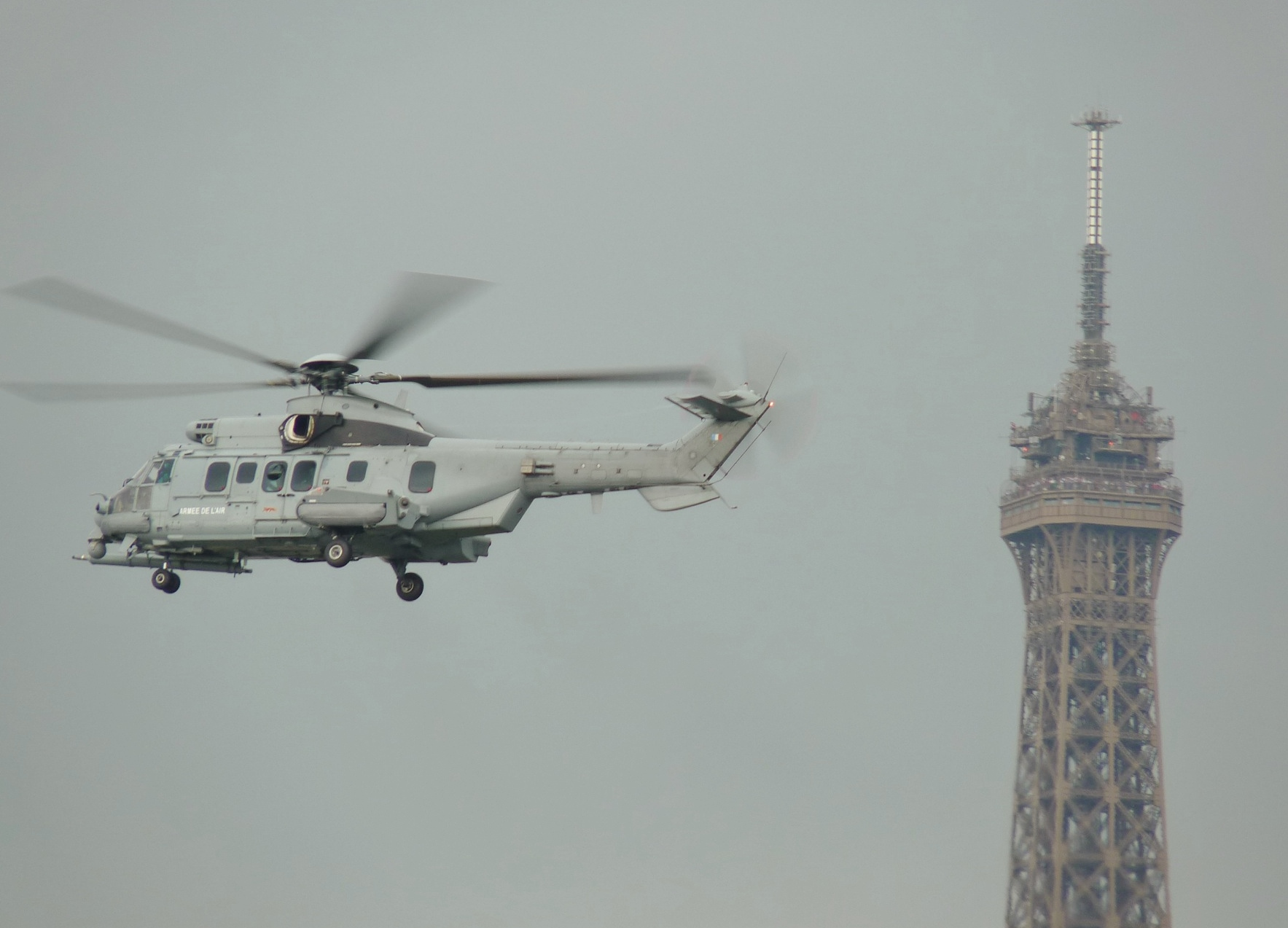
EC-725 francês com a Torre Eiffel ao fundo
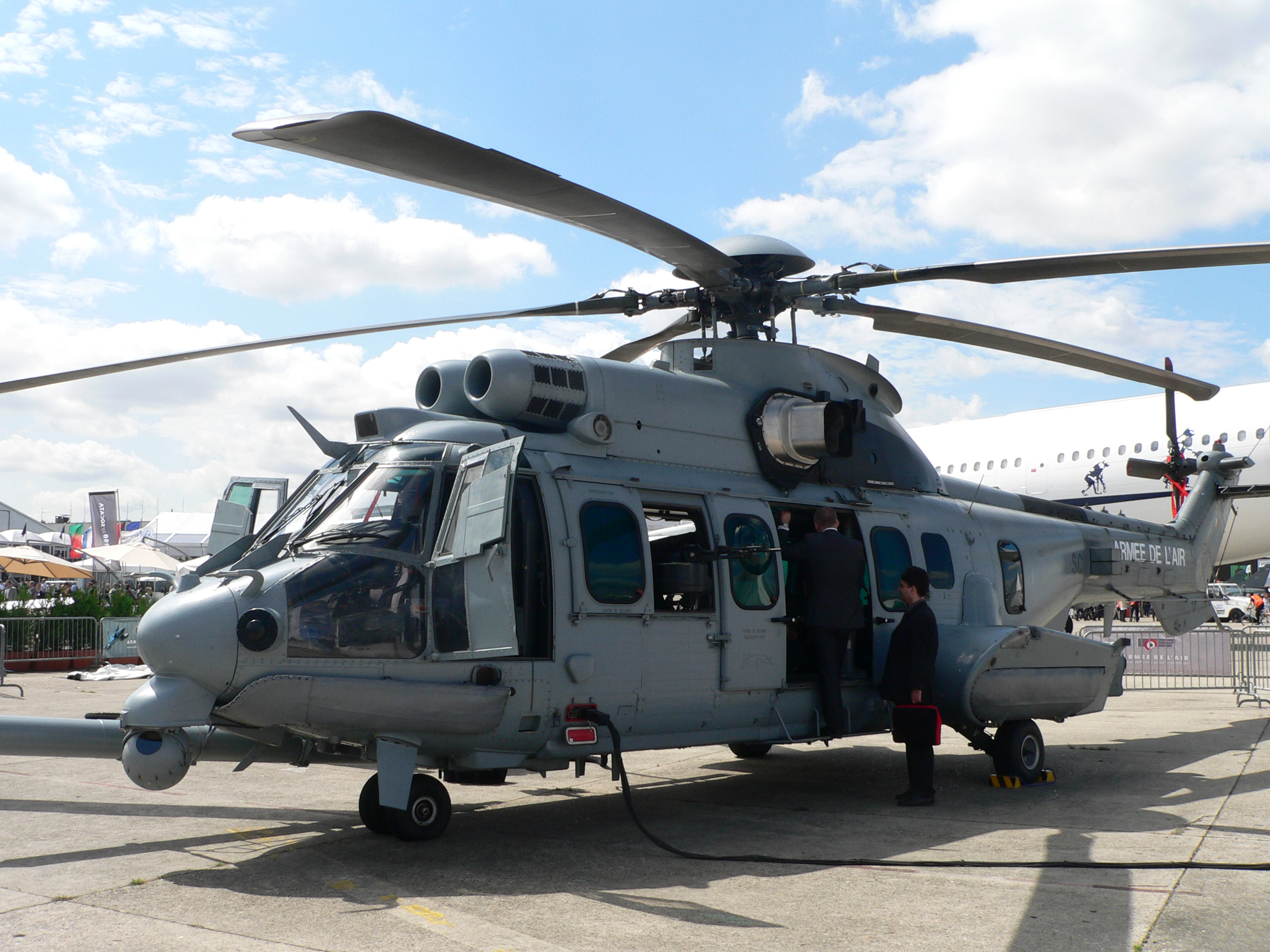
EC-725 Cougar em 2007
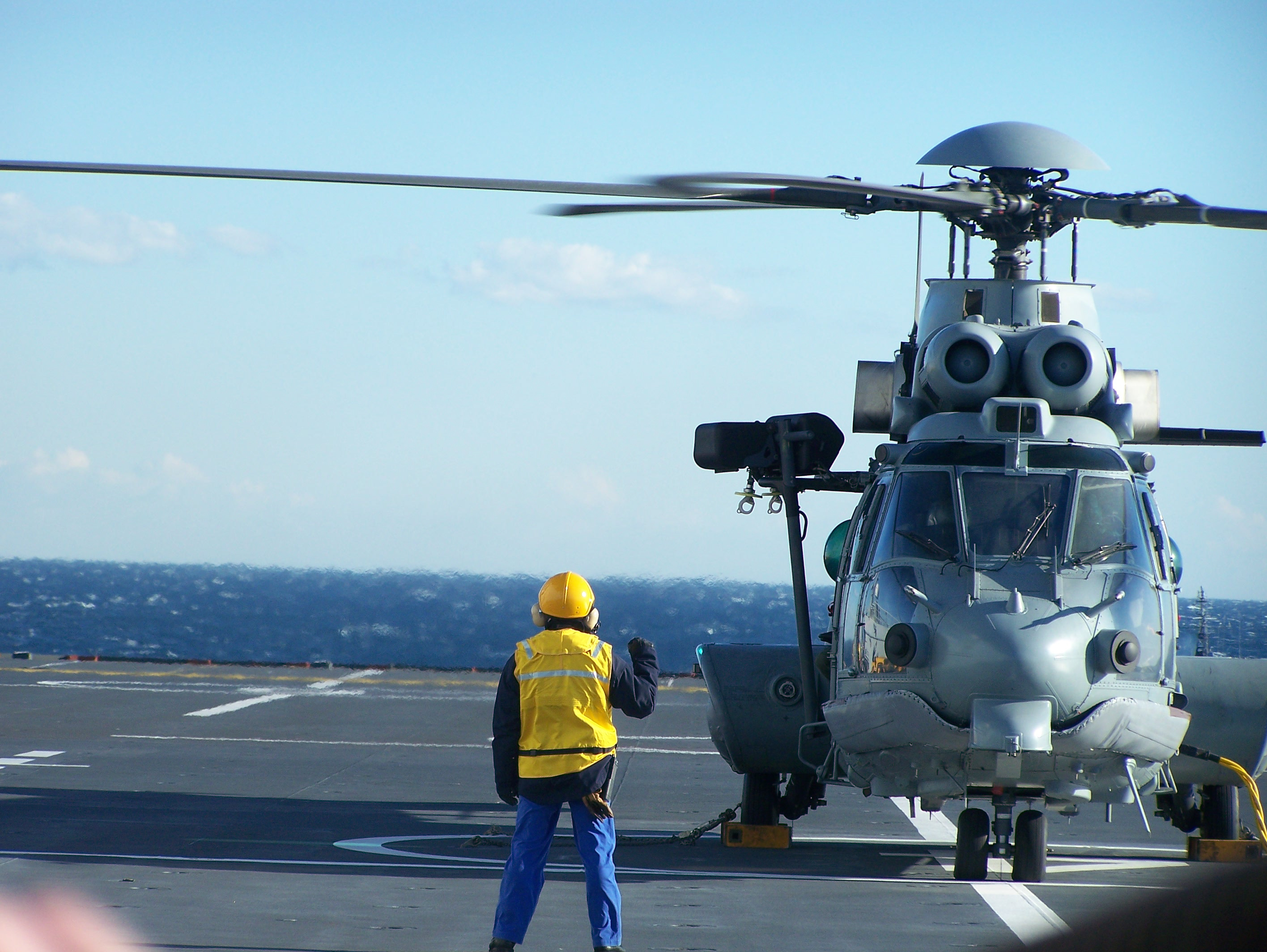
EC-725 decolando de um BPC Mistral
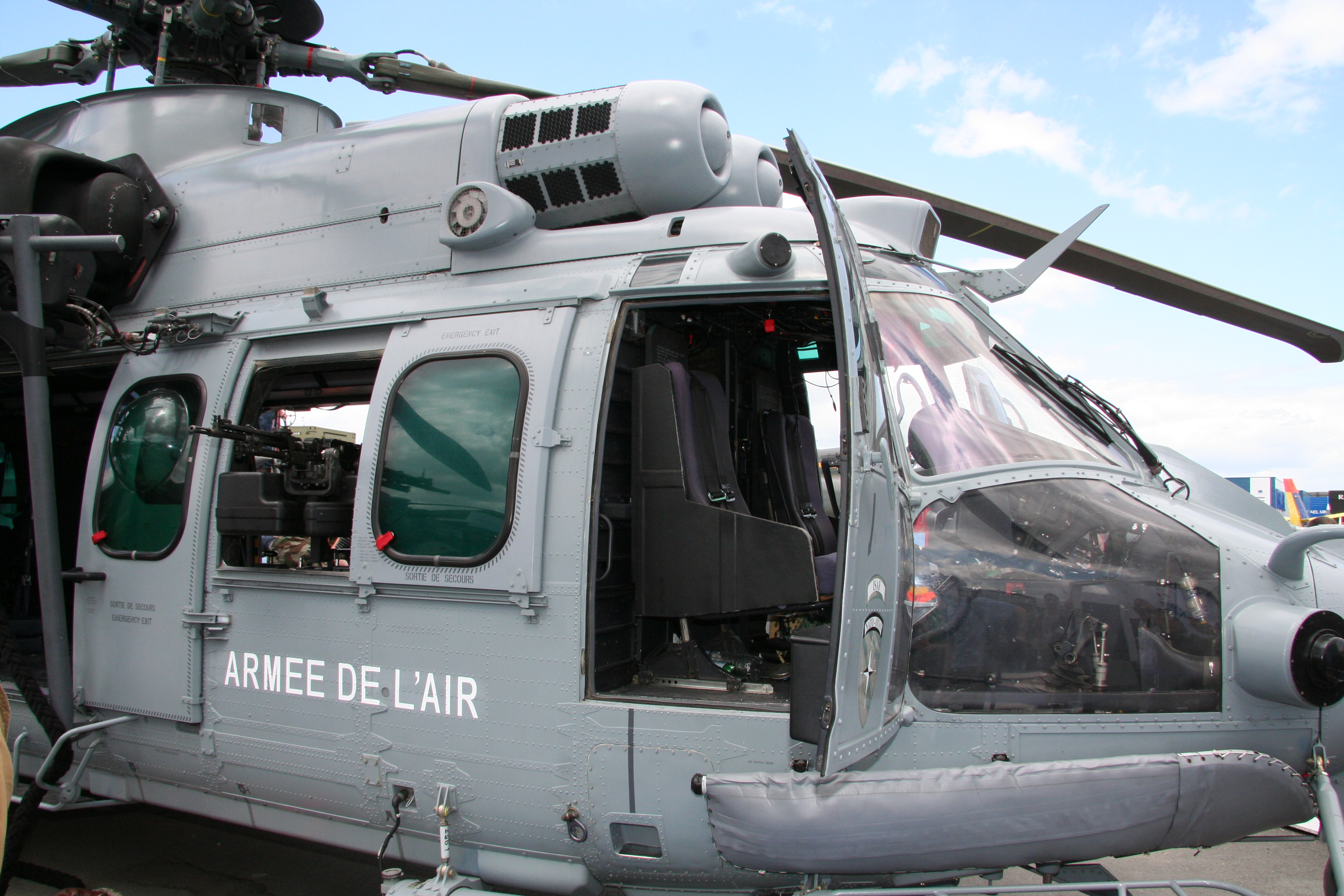
Eurocopter EC-725 no Paris air show 2009
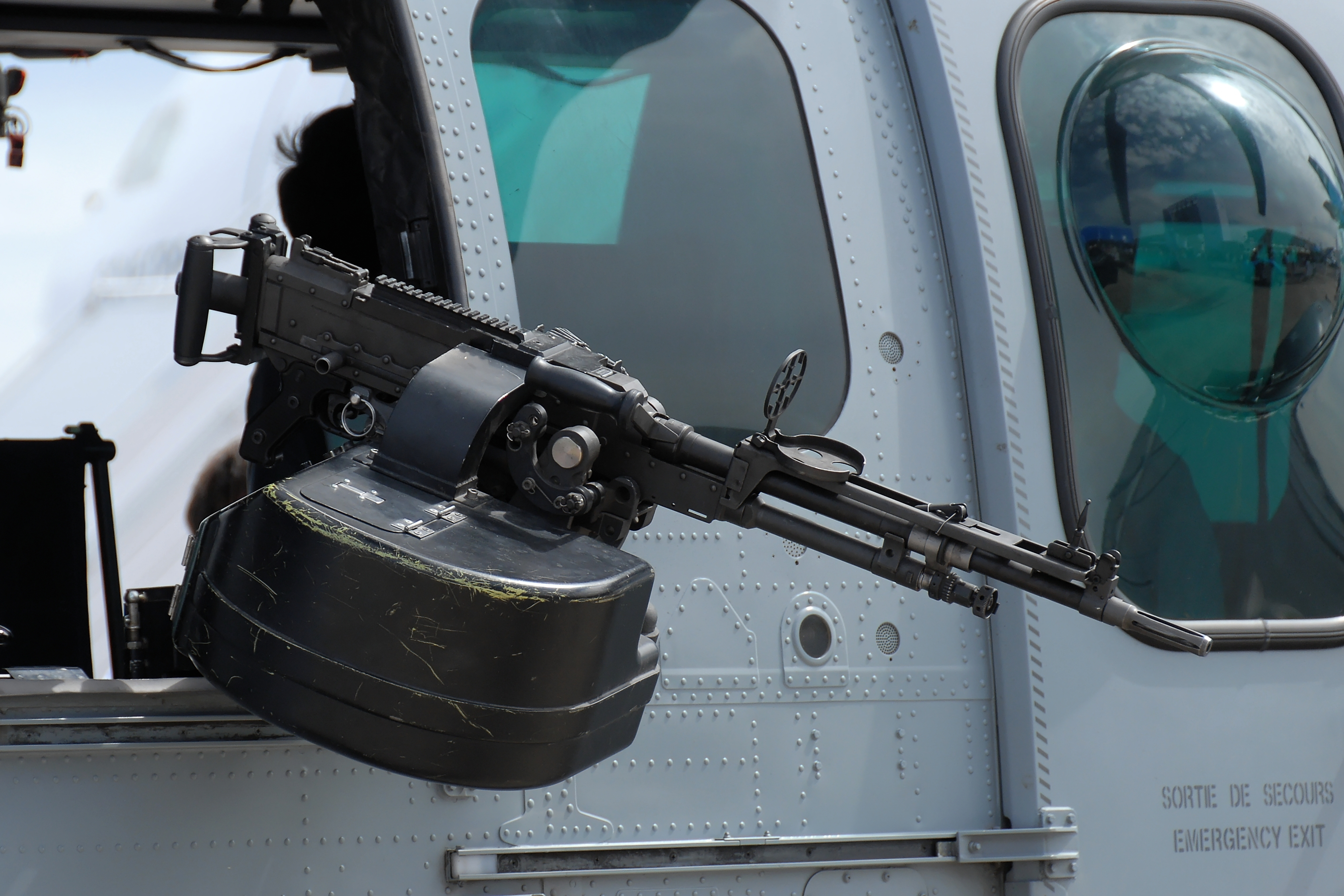
Uma FN MAG montada em um EC-725

## No Brasil
É operado pelas três forças armadas como helicóptero de transporte médio com missões específicas de cada força.

### Força Aérea Brasileira
Em 1986, a FAB recebeu 10 aeronaves AS-332M, devolvendo como parte da negociação os helicópteros Puma que operava anteriormente. As aeronaves foram integradas ao 3º/8º GAv que as utiliza em transporte aéreo, ou ainda, aproveitando sua longa autonomia, em missões de busca e salvamento.
Em 1997, foi recebida uma aeronave AS-332M, com configuração para transporte VIP. Esta aeronave foi entregue ao Grupo de Transporte Especial. Posteriormente, outra aeronave do lote anterior foi convertida e entregue ao GTE.
No final de 2006, foi entregue a primeira blindagem removível fabricada pela Helipark. Foram desenvolvidos painéis de blindagem para os assentos dos pilotos, portas e laterais.

### Marinha do Brasil
A partir de 1987, foram recebidos seis helicópteros Eurocopter AS-332 F1 pela Marinha do Brasil. Em 1994, foram adquiridos dois AS 532 Mk1, similares aos anteriores. Todas as aeronaves estão integradas ao 2º Esquadrão de Emprego Geral (HU-2). Além das missões de transporte, realizam operações de busca e salvamento a bordo do NAe São Paulo, NDD Rio de Janeiro, NDD Ceará, NDCC Mattoso Maia e NDCC Garcia D'Avila no decorrer das operações aéreas. Uma aeronave, prefixo N-7072, foi perdida em acidente, em operação com o NAeL Minas Gerais a 18 de setembro de 1990. Outra aeronave da Marinha, N-7075, foi perdida após uma aterrissagem forçada no aeródromo de Cabo Frio, em 20 de fevereiro de 2008.

### Exército Brasileiro
O Exército Brasileiro adquiriu oito unidades AS-532UE entregues a partir de 2002. É o helicóptero com maior autonomia e capacidade de carga da força. Encontram-se integrados ao 2.º e ao 4.º Batalhão de Aviação do Exército.
O helicóptero é atualmente o mais moderno Cougar das Forças Armadas Brasileiras e está equipado com cockpit blindado e NVG (óculos de visão noturna). A aeronave trouxe grande flexibilidade às forças aeromóveis, pois facilitou o apoio logístico e permite o transporte de peças de artilharia.